# Szolnok
Szolnok (německy Sollnock, česky Solnok či Solník, rumunsky Solnoca) je maďarské město a správní centrum župy Jász-Nagykun-Szolnok, 95 km jihovýchodně od Budapešti, na soutoku Tisy a Zagyvy ve Velké dunajské kotlině. Ve městě žije přibližně 66 tisíc obyvatel a je tak 11. největším maďarským městem.

## Název
Město bylo pojmenováno podle svého prvního správce, který se jmenoval Szaunik nebo Zounok. Pod druhým z uvedených názvů je také poprvé zmíněno v roce 1075. V následujících staletích se objevují ještě názvy Zounok, Saunic, Zounuc a Zawnuch. Jejich početnost je dána nejspíš pokusem o fonetický přepis původního názvu do různých jazyků nebo přes různé další jazyky. 
Název města odkazuje na trh se solí (sůl je maďarsky só) a je ve své podstatě slovanského původu, později byl upraven z původní Solnik do maďarštiny, kde se dále vyvíjel podle tamních fonetických pravidel. Vzhledem k tomu, že před příchodem Maďarů do karpatské kotliny však v této lokalitě neexistovalo souvislé slovanské osídlení, se předpokládá, že název vznikl podle slovanského jména osoby (stejně jako např. Veszprém). 

## Přírodní poměry a poloha
Město se nachází v centrální části Maďarska, rozvinulo se na břehu řeky Tisy obklopené lužními lesy a bažinami. 
Hlavní město Budapešť se od něj nachází 110 km severozápadně. S metropolí má město velmi dobré dopravní spojení. Szolnok je jedním z měst na řece Tise. Spolu se Segedínem patří k mála větším městům na uvedené řece.

## Historie

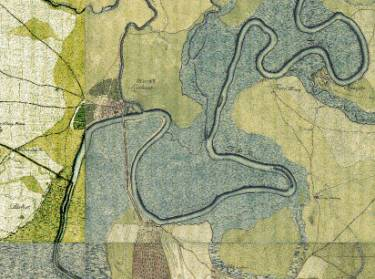
Szolnok na mapě z Prvního vojenského mapování

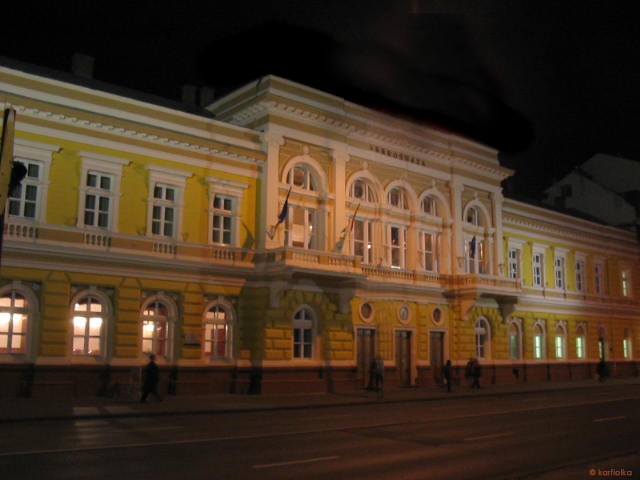
Radnice

Oblast dnešního Szolnoku byla osídlena již od nepaměti, sídlili zde Keltové i Avaři. Maďaři sem přišli v 10. století. První písemná zmínka o hradu na tomto místě pochází z roku 1075, kdy bylo město uvedeno pod názvem Zounok. Během mongolské invaze do Panonské nížiny bylo město opuštěno, ale král Béla IV. sem vyslal nové osadníky a Szolnok obnovil – avšak i přes jeho iniciativu zůstal jen jako jako malá vesnice. Během časů tureckých vpádů se zde byla v rámci pásu opevnění (Végvár) vybudována pevnost, která měla strategický význam, neboť bránila centrální Uhry před dalším postupem Osmanů. Vybudována byla v letech 1550 až 1552. Pracovali na ní také čeští dělníci. Samotné město se vyvíjelo západně od pevnosti okolo hlavní silnice (obdobně jako např. historicky česká Třeboň).
I přes veškeré pokusy zastavit postupující Turky se nakonec pevnost dne 4. září 1552 vzdala. Při obležení čtyřicetitisícovým osmanským vojskem se dali němečtí a uherští obránci na útěk. Tureckému vojsku velel paša Ahmed Ali. Bitvu dnes připomíná památník u kruhového objezdu před bývalou pevností.
István Mekcsey, jeden z obránců během obléhání Egeru, napsal své sestře čtyři dny před příchodem prvních tureckých jednotek k Egeru následující slova: „Nemohu napsat více… než jen říci, že nyní každý den cítíme, že očekáváme velký trest, protože zrádci vzdali Szolnok.“ Ahmed a Mohamed ponechali v Szolnoku posádku o 2 000 vojácích, zatímco pochodovali proti Egeru.
Za vlády Osmanské říše byla postavena mešita s minaretem a turecké lázně. Szolnok se stal centrem vlastní administrativní jednotky v rámci Osmanské říše (sandžaku). Z tohoto období se dochovala jen malá část staveb; základy minaretu, které byly zabudovány do veřejné fontány a pozůstatky tureckého mostu přes řeku Tisu, které jsou dobře vidět při nízkém stavu vody. Jednalo se o první kamenný most přes Tisu, který kdy byl ve městě postaven. Existenci osmanského paláce v místní pevnosti doložily v 21. století archeologické průzkumy.
Roku 1685 bylo město od Turků osvobozeno, neutrpělo při tom žádné větší škody. O čtyři roky později byla se zemí srovnána původní pevnost. Vážněji bylo poničeno až během revoluce na začátku 18. století (Rákócziho povstání), kdy i to málo dochovaného lehlo popelem. Rákoczimu loajální jednotky vstoupily do pevnosti v roce 1710, byly ji však po krátké době nuceny opustit. Místní pevnost byla zbořena roku 1799, strženy byly věže a materiál ze zdí byl rozebrán a využíván pro různá další využití. Postavena z něj byla např. budova radnice a místní mlýn. Do roku 1811 byla také rozebrána západní brána směrem ke středu města. Na místě pevnosti byly později učiněny četné archeologické průzkumy. Dnes ji připomíná v lokalitě památník. 
Během revolučního roku 1848 se odehrála v blízkosti Szolnoku bitva mezi maďarskými vzbouřenci a Rakušany; Rakušané byli poraženi. V této době žilo ve městě okolo deseti tisíc lidí. 
Obnova a růst Szolnoku přišly s rozvojem průmyslu. Paroplavba na Tise a zavedení železnice v roce 1847 (první postavena do Pešti) se staly hlavními akcelerátory rozvoje. Ze Szolnoku se postupně stal významný dopravní uzel. Město mělo původně dvě nádraží; kromě současného hlavního ještě stanici s názvem Ankerplatz, která se nacházela v blízkosti dnešního leteckého muzea a na břehu řeky Tisy. Druhé vojenské mapování rovněž v této době zaznamenalo také přítomnost továrny na různé stroje, která přiléhala k místnímu nádraží. Jedna vlečka z východní strany také směřovala k areálu bývalé pevnosti.
V roce 1876 mu byl navrácen statut sídla správní jednotky (župy). Roku 1879 mělo město 16 000 obyvatel. Obyvatelstvo bylo tehdy národnostně různorodé, zastoupeni byli kromě Maďarů také Němci a Židé. Až do první světové války bylo posádkovým městem rakousko-uherského vojska a později zde bylo přítomno vojsko maďarské.
Během první světové války nebylo město předmětem bojů, neboť nejbližší frontové linie se nacházely stovky kilometrů na jih a na východ od Uher. Ale po rozpadu mocnářství vypukl v zemi chaos. V květnu 1919 se zde odehrála bitva mezi Maďarskou rudou armádou a Rumunskou armádou. 77 dní probíhaly ostré boje, při nichž město těžce strádalo. Až po porážce Rudé armády u Tiszántúlu se fronta posunula dále na západ a Rumuni město obsadili. Stržen byl i železniční most přes řeku Tisu, který byl obnoven o tři roky později. Rumunské vojsko odešlo z města až v roce 1920.
V roce 1930 čítal počet obyvatel Szolnoku 38 764 lidí. Po období chaosu, který doprovázel ustanovení nových pořádků ve Střední Evropě, odstartovalo krátké ale významné období hospodářského oživení v Szolnoku. Přispěla k tomu paradoxně inflace maďarské měny, která snížila výši starých dluhů. Město je dokázalo splatit a uvolnit si prostředky pro nové investice. Postaveny byly nové továrny, vyráběl se např. nábytek, lihoviny, stavební materiály, strojírenské výroby a další. Město bylo kompletně elektrifikováno, postavena byla nová kanalizace a vydlážděna velká část ulic. V provozu byly také četné pily. Podařilo se napravit většinu válečných škod. V této době měl Szolnok okolo 37 tisíc obyvatel, z nichž řada byla německé národnosti a početná byla i židovská komunita. Ta nepřežila druhou světovou válku a holocaust. V roce 1944 zde bylo ustanoveno ghetto (okolo ulice Liget utca), kam byli Židé nahnáni a poté byli odvezeni transporty do vyhlazovacích táborů.
Během druhé světové války byl Szolnok celkem dvanáctkrát napaden ze vzduchu, především americkým letectvem. Údery byly uskutečněny ve vlnách a cílem byla i řada okolních měst, např. Oradea, Cluj-Napoca, Szeged, Miskolc apod. Jedním z cílů leteckých úderů byla rovněž i místní železniční stanice. Nejintenzivnější vlna bombardování Szolnoku probíhala během léta 1944.
Szolnok byl osvobozen dne 4. listopadu 1944 jednotkami 2. ukrajinského frontu Sovětské armády. Vojáci však přišli do téměř opuštěného města, neboť většina obyvatel Szolnoku před postupujícími Sověty uprchla. Na místě zůstaly jen čtyři tisíce lidí. Zatímco v roce 1941 žilo v Szolnoku dle údajů z tehdejšího sčítání lidu 42 tisíc lidí, o téměř deset let později to bylo třicet sedm tisíc.
Po konci války se v Szolnoku stal starostou první komunista v dějinách města, a to Ferenc Zsemley.

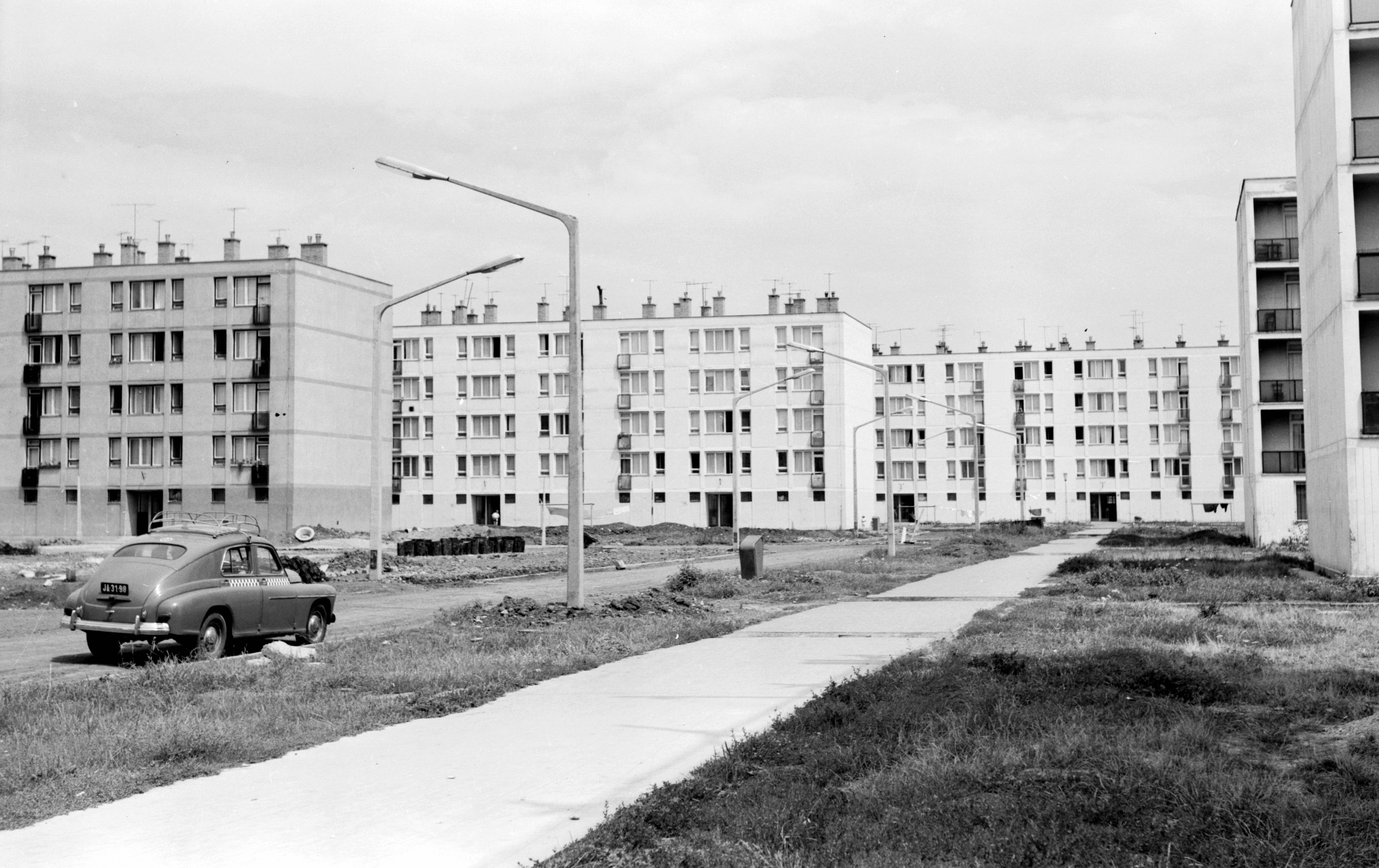
Sídliště v Szolnoku v roce 1974.

Poválečná obnova byla nesnadná, neboť zničena byla značná část budov i infrastruktury. Více než 10 % všech budov nebylo obyvatelných. Stržen byl také most přes řeku Tisu. Původní ocelová konstrukce, připomínající most Svobody v Budapešti ustoupila moderní stavbě v roce 1963.
Obnovu doprovázel rovněž i rozvoj turistiky. V Szolnoku byly rovněž otevřeny i termální lázně. Kompletně byly přestavěny některé části města, namísto původních rumišť vznikly široké třídy s panelovými domy. Do města byly investovány nemalé prostředky ať už ve smyslu bytové výstavby (např. Széchenyiho sídliště na severu města), nebo průmyslového rozvoje. Uzavřeny byly pily a postavena byla továrna na výrobu nábytku. Rozšířen byl i cukrovar a papírna. Rozvíjel se i chemický průmysl a vznikla továrna na hnojiva. Vyráběla se zde většina kyseliny sírové potřebné pro maďarský průmysl. Szolnok byl v rámci maďarského centrálního plánování zahrnut jako město pro výstavbu nových závodů. První tři velké podniky, které vznikly v regionu východního Maďarska v rámci první pětiletky, byly postaveny právě tady. V druhém pětiletém plánu potom vznikly další podniky, které byly na první uvedené navázány, např. výroba fosfátů apod. V okolí města byly vloženy nemalé prostředky do nových zařízení na těžbu ropy.
Přestavěno bylo kompletně centrum města, postaveny široké třídy. Panelová sídliště nicméně i tak mnohdy nedostačovala poptávce a rostl význam dojíždění z menších sídel do města. Jejich masová výstavba přišla až v 70. letech 20. století, kdy panorama Szolnoku doplnila řada i dalších výškových budov. Řada z projektů, které byly v této době realizovány, byla dána do užívání v souvislosti s velkolepým výročím 900 let od založení Szolnoku. Postaven byl také první podchod ve městě. 
Na začátku listopadu 1956 zřídil operace proti maďarským povstalcům ze Szolnoku sám maršál Ivan Koněv.
V 70. a 80. letech 20. století byla přeložena silnice celostátního významu č 4, neboť rostoucí množství automobilové dopravy zhoršovalo stav dopravy ve městě. Na severním okraji Szolnoku také vyrostlo velké Széchenyiho sídliště (maďarsky Széchenyi lákótelep). To bylo poslední velkou stavbou v období existence Maďarské lidové republiky.
Dne 24. prosince 1963 došlo u Szolnoku k vážné železniční nehodě, kdy se srazily dva vlaky. Zemřelo 45 lidí.
Politika rozvoje těžkého průmyslu ustoupila do pozadí v 70. letech 20. století v souvislosti s prvními náznaky stagnace ekonomického modelu centrálního plánování v Maďarsku. Centrální vládě se přestávalo dostávat prostředků na větší investice. Město přišlo v souvislosti s administrativními reformami o statut regionální metropole; ten mu byl vrácen po změně politických poměrů na podzim roku 1990.
Roku 2023 byla přebudována a rekonstruována hradní čtvrť, včetně obnovy pozůstatků hradu.
V roce 2025 město oslaví 950 let své existence a roku 2027 se chce ucházet o titul Evropské město kultury.

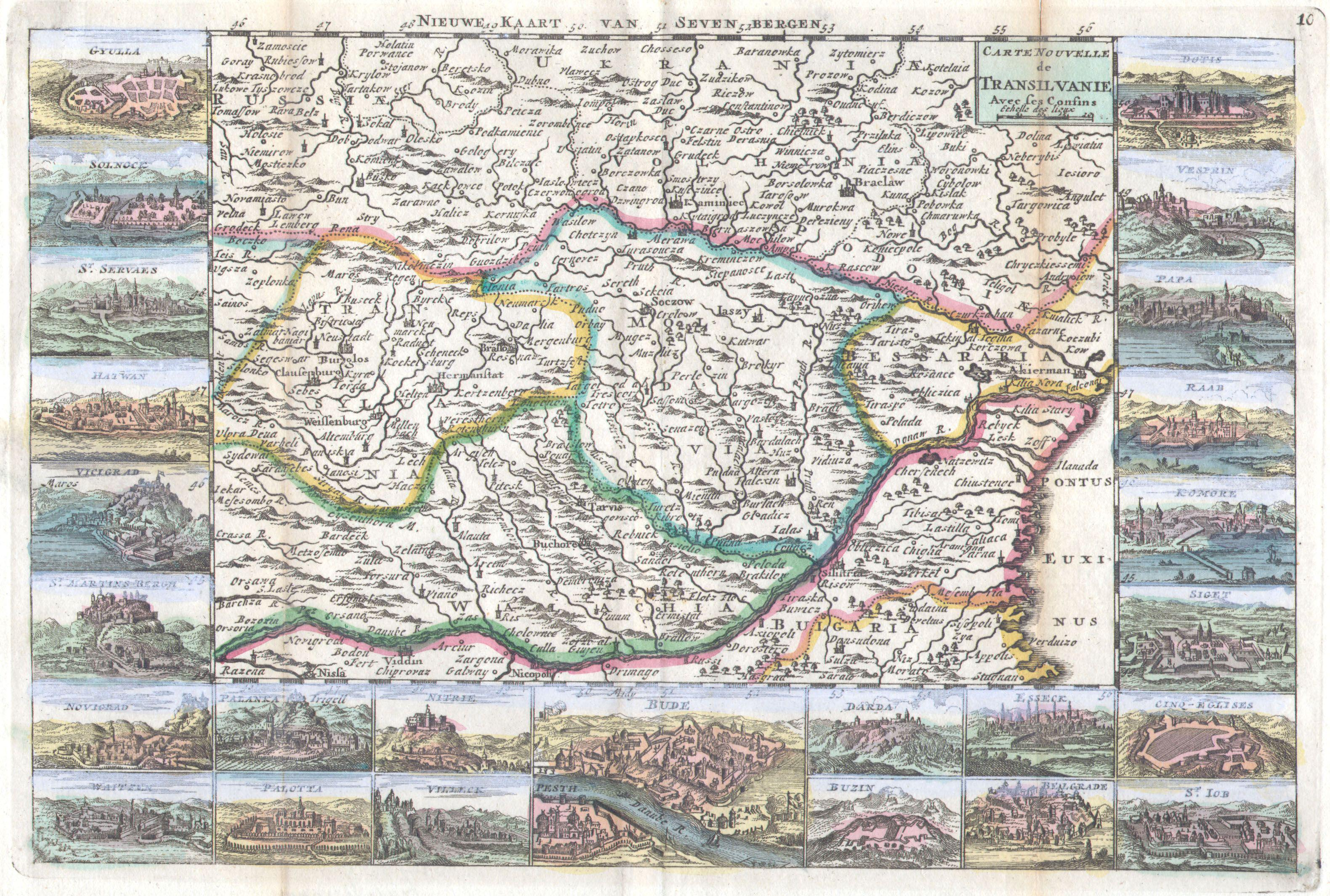
Město na mapě v roce 1710.
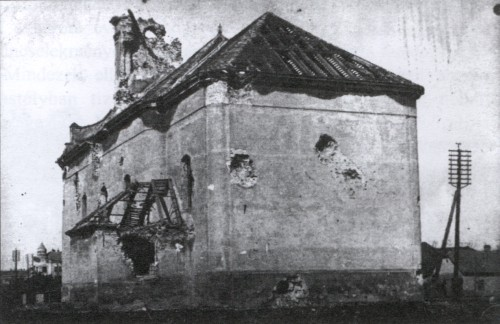
Kostel po bitvě v roce 1919.
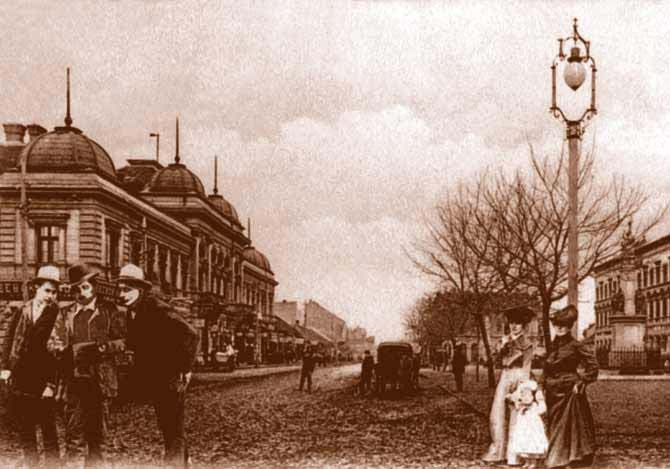
Historický pohled na budovu radnice.
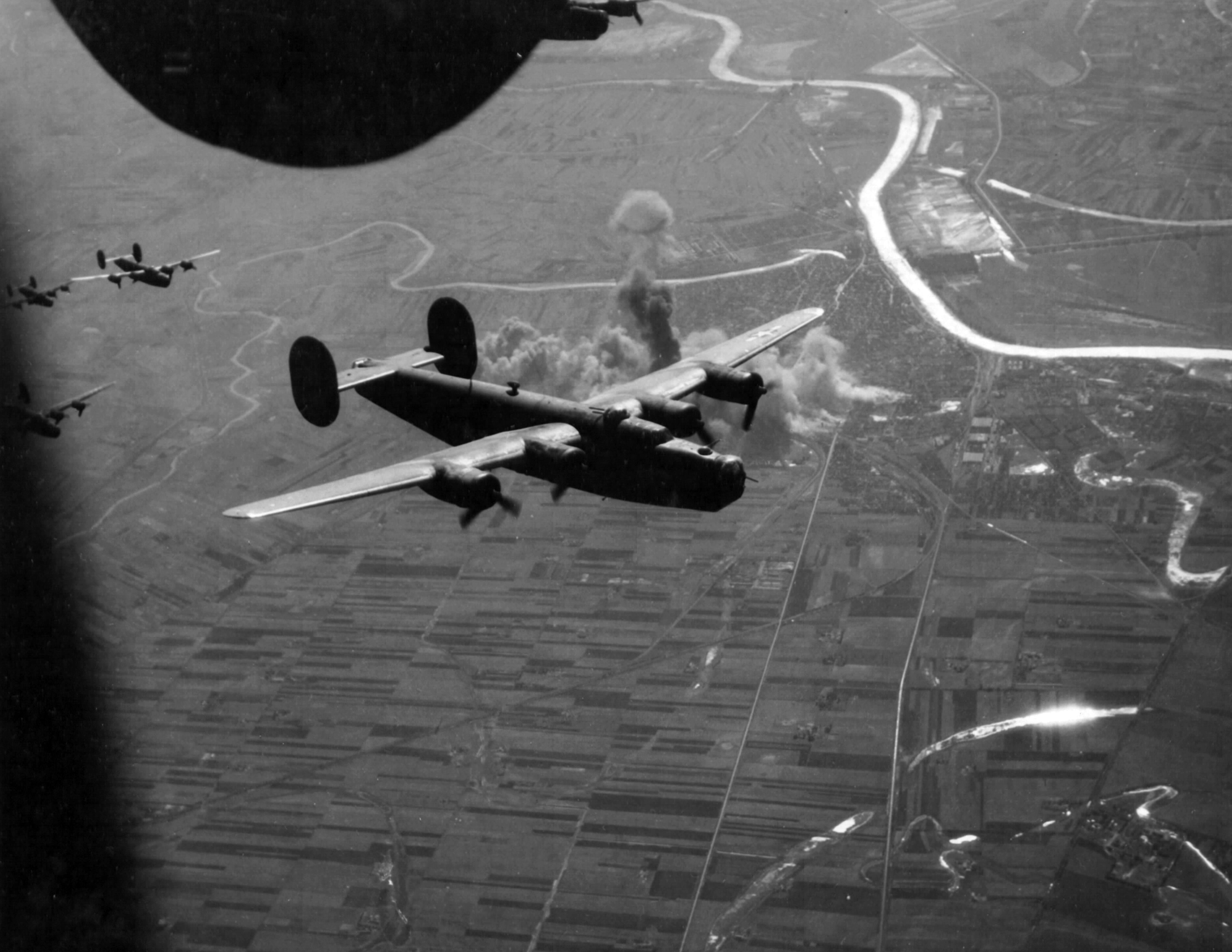
Bombardování města v roce 1944.
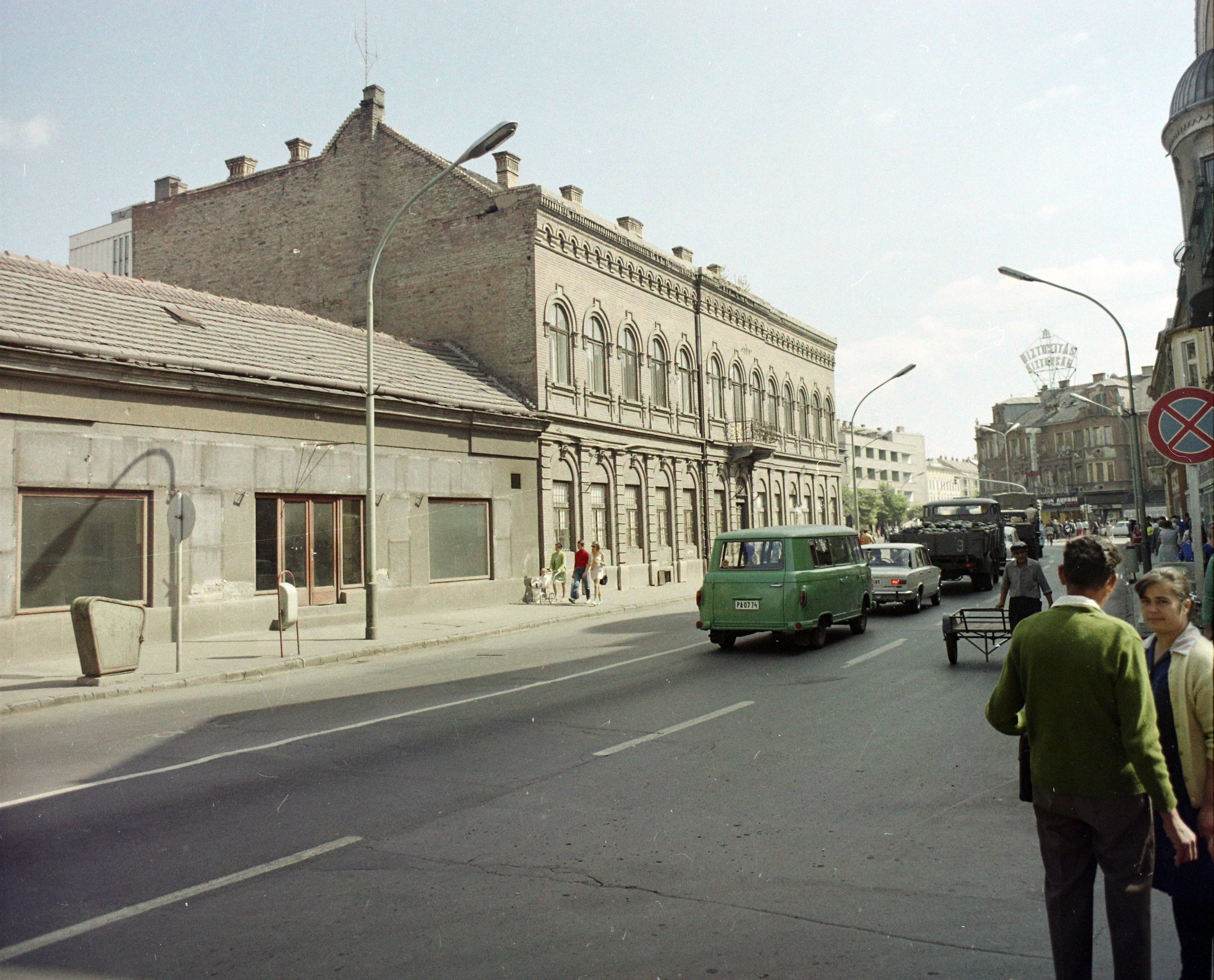
Třída Baross ut na historické fotografii.
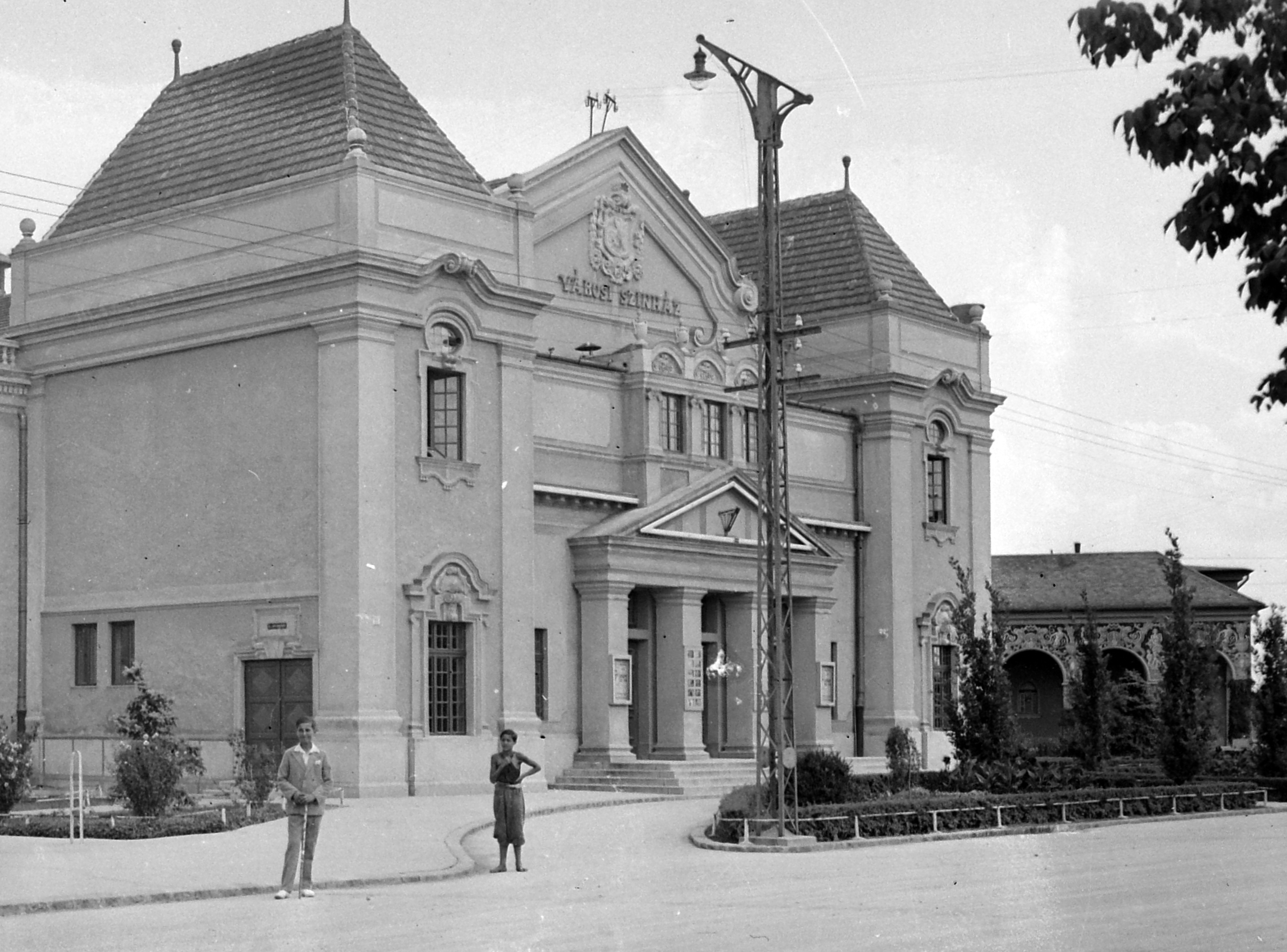
Městské divadlo na historické fotografii.
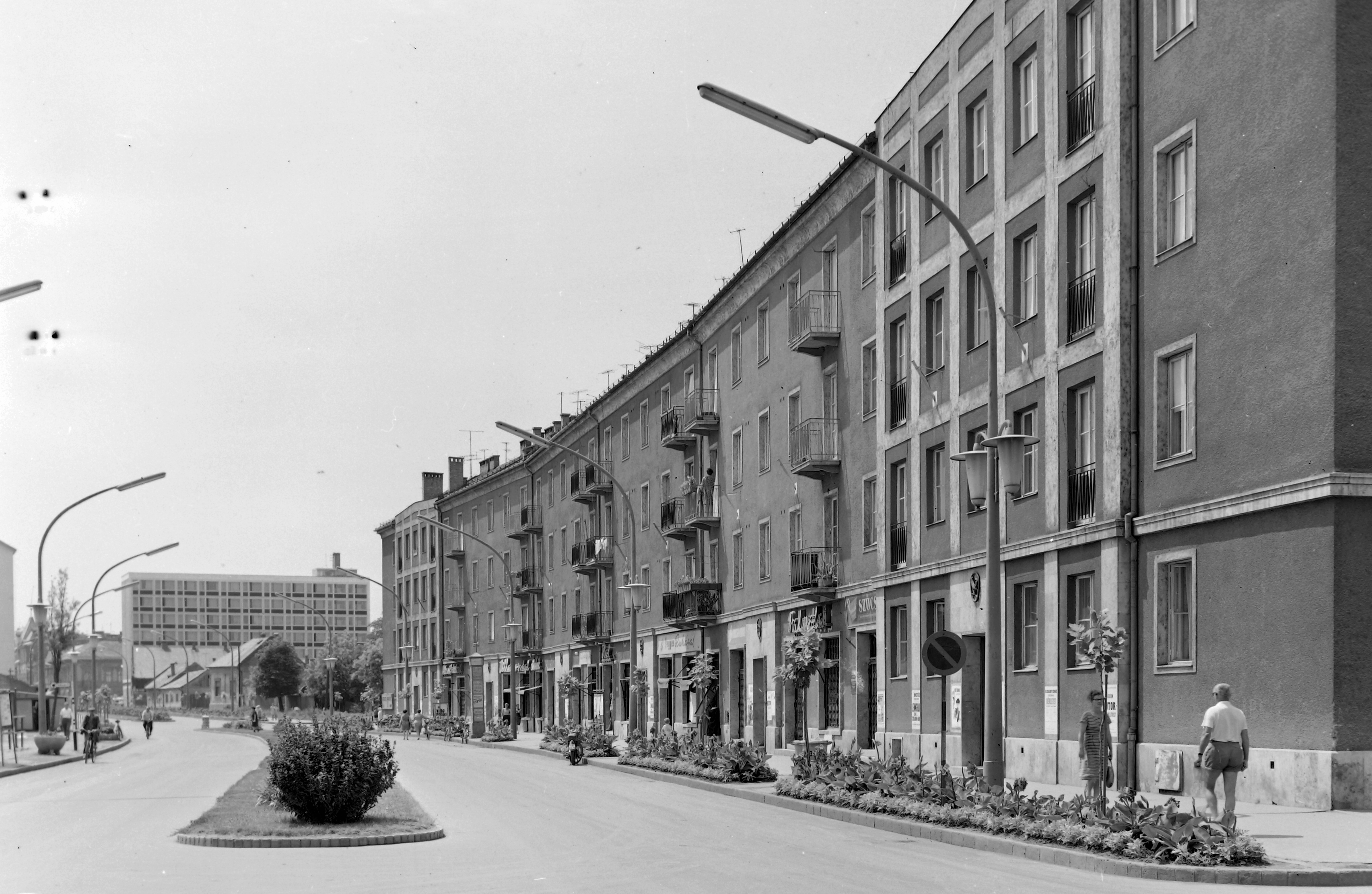
Poválečná bytová výstavba.

## Obyvatelstvo
V roce 1989 činil počet obyvatel Szolnoku 82 tisíc osob. Od té doby postupně klesá a roku 2020 se pohyboval někde okolo sedmdesáti tisíc lidí. Z národnostního hlediska se 98 % obyvatel Szolnoku hlásí k maďarské národnosti, 1 % k romské národnosti a 1 % k ostatním, např. k německé. 
Celkem 54 % obyvatel města se hlásí k nějaké církvi nebo náboženské organizaci. Zhruba čtvrtina potom k Římskokatolické církvi.
Obyvatelstvo v průměru stárne. V roce 2011 byl podíl osob ve věku do 19 let jen 20 % na celkovém počtu obyvatel, zatímco osob nad 60 let věku činil 24 %.

## Kultura

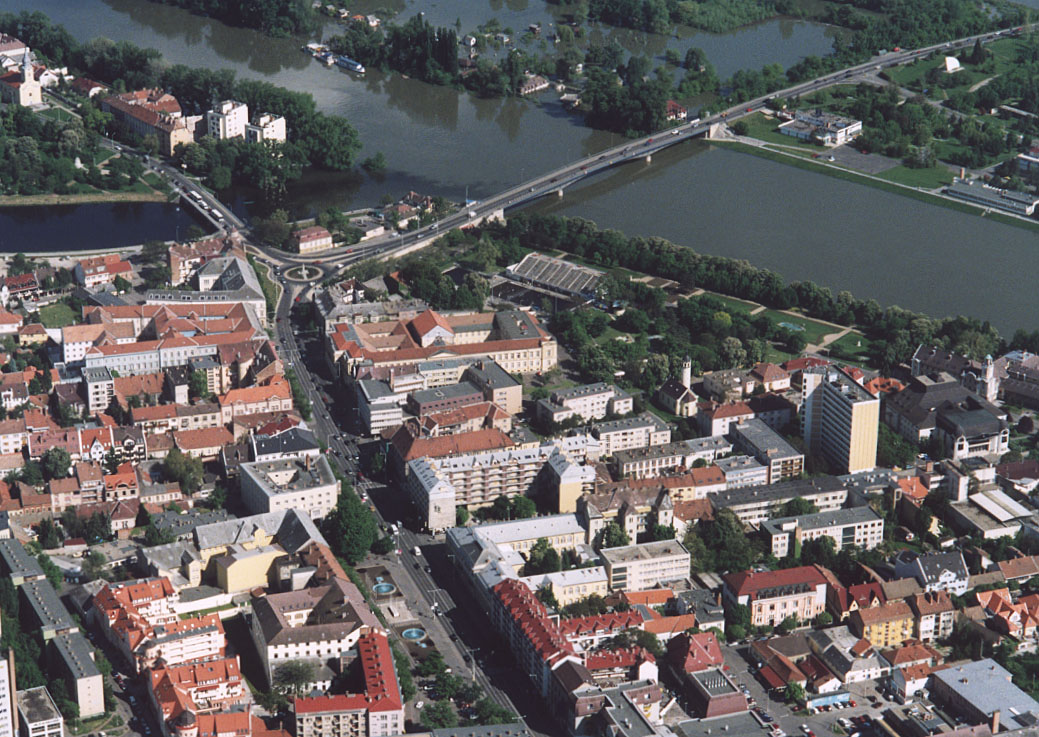
Letecký pohled na střed města

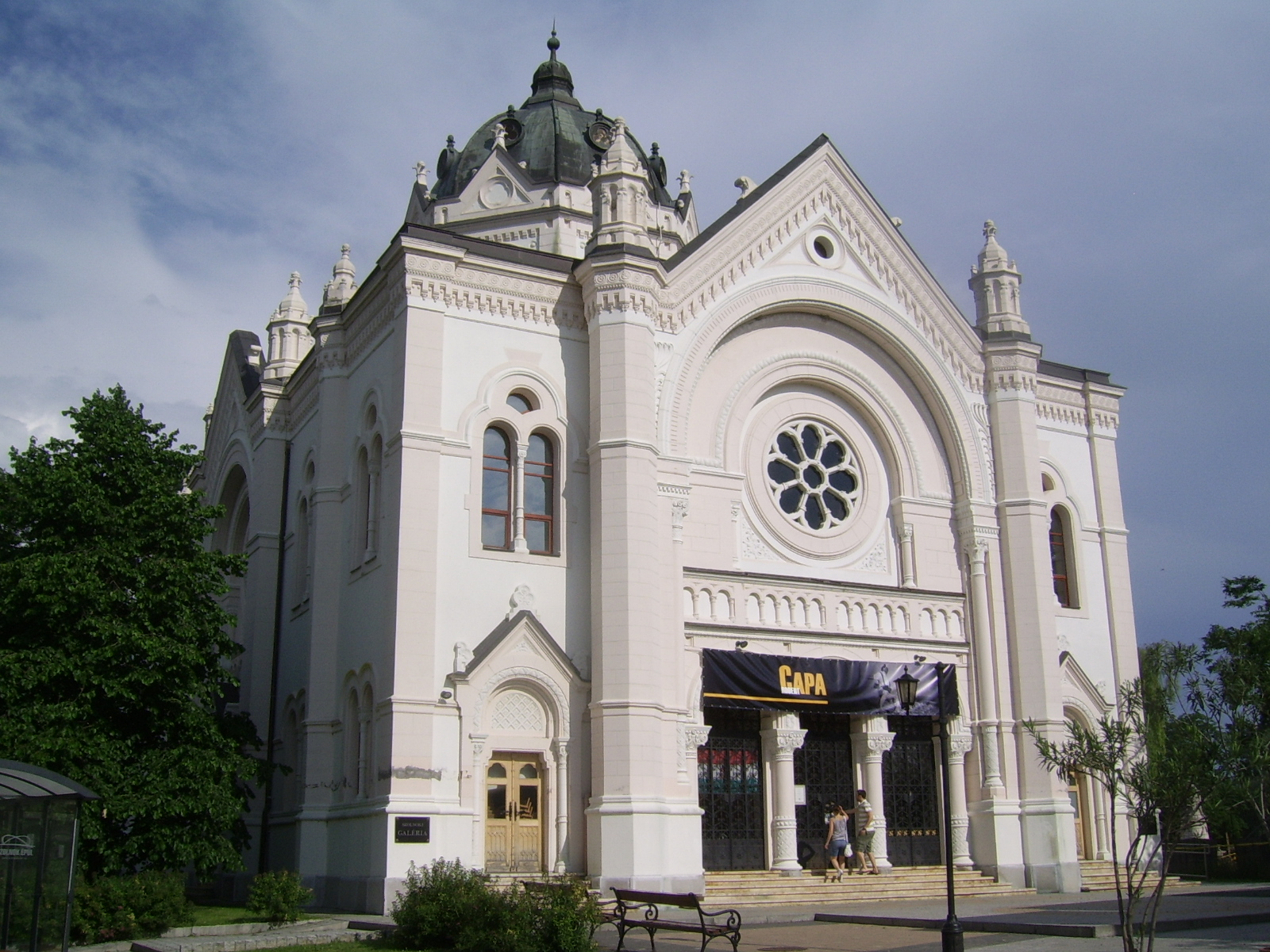
Synagoga, která slouží jako městská galerie

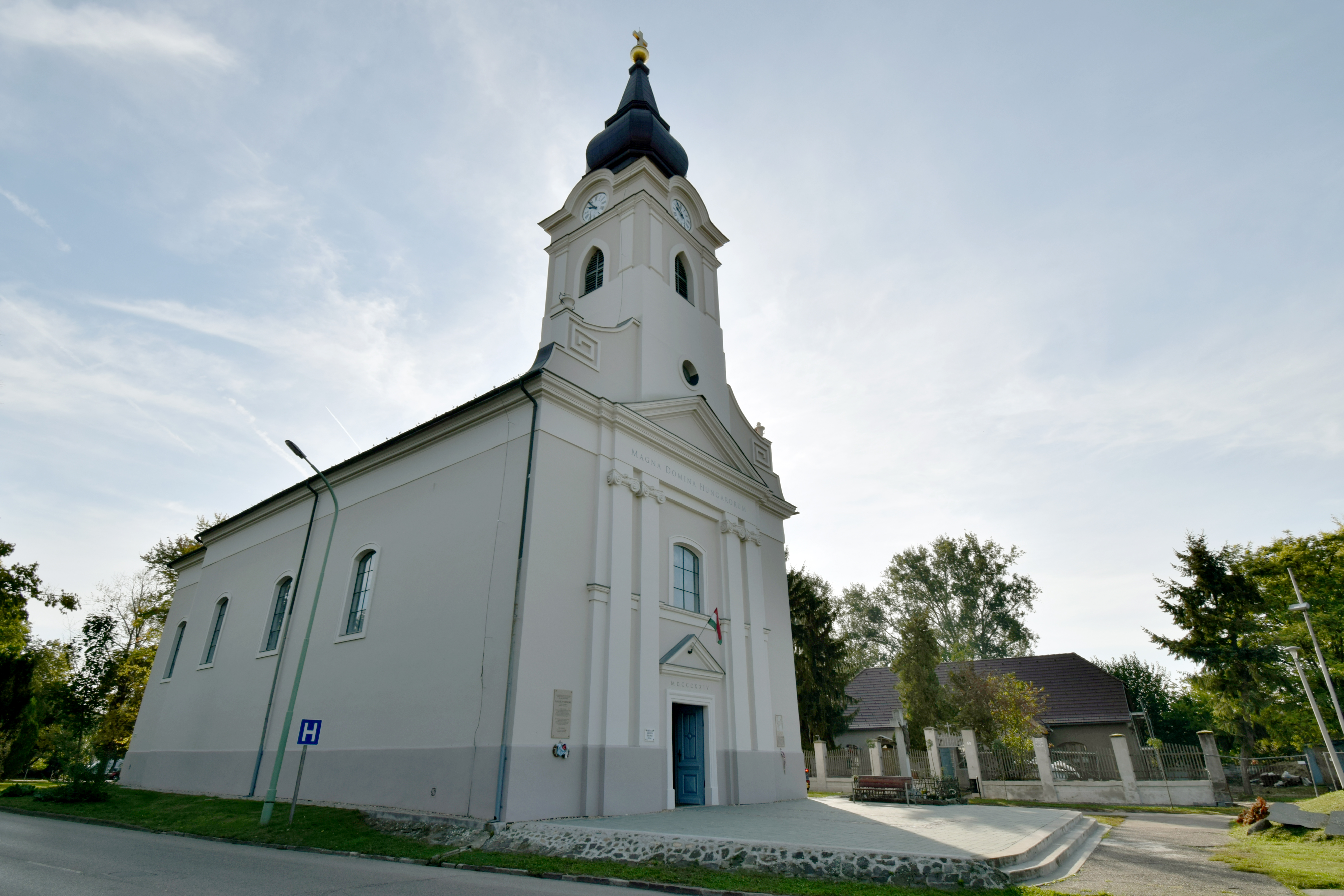
Kostel Panny Marie v Szolnoku

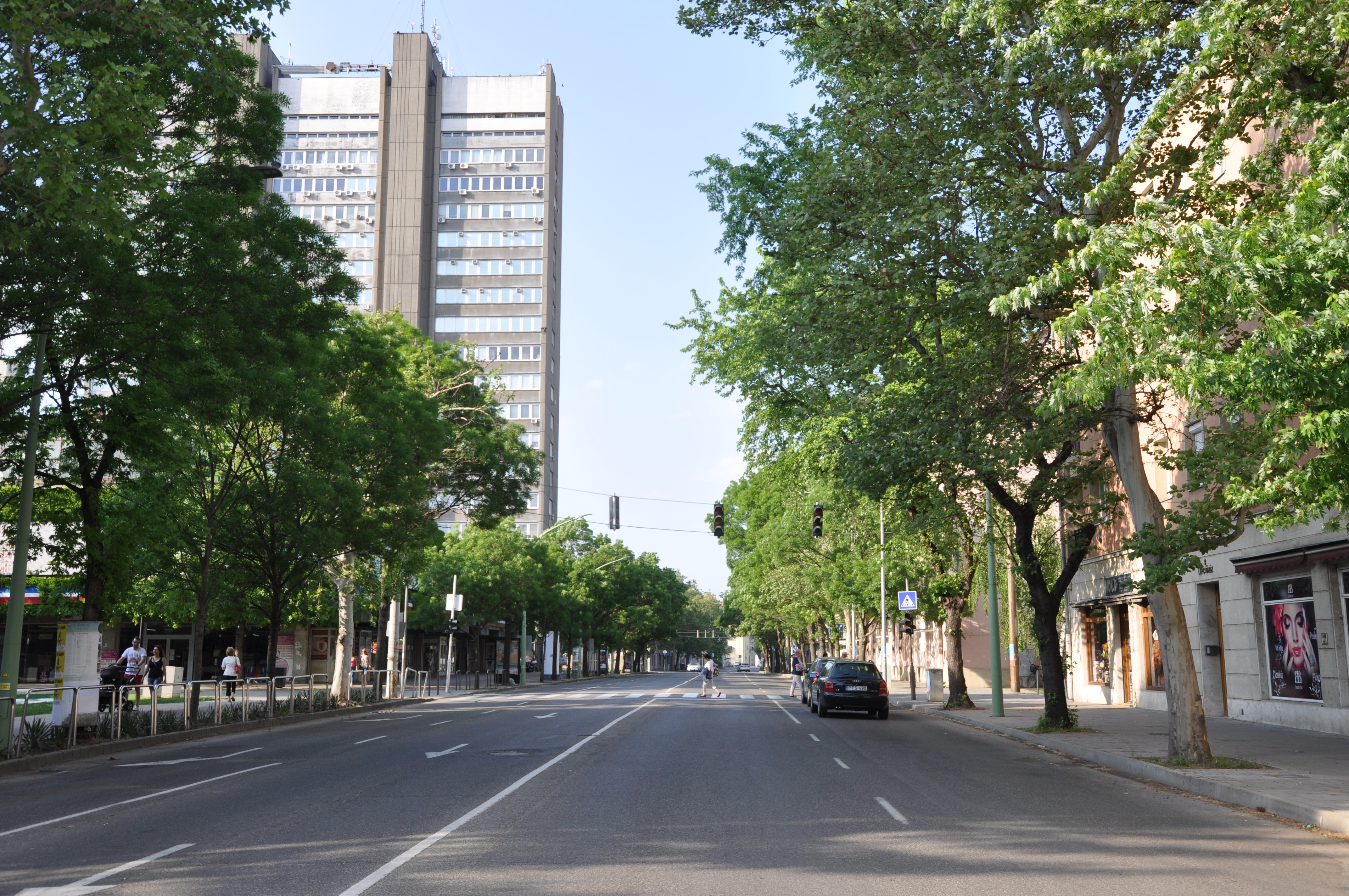
Střed města

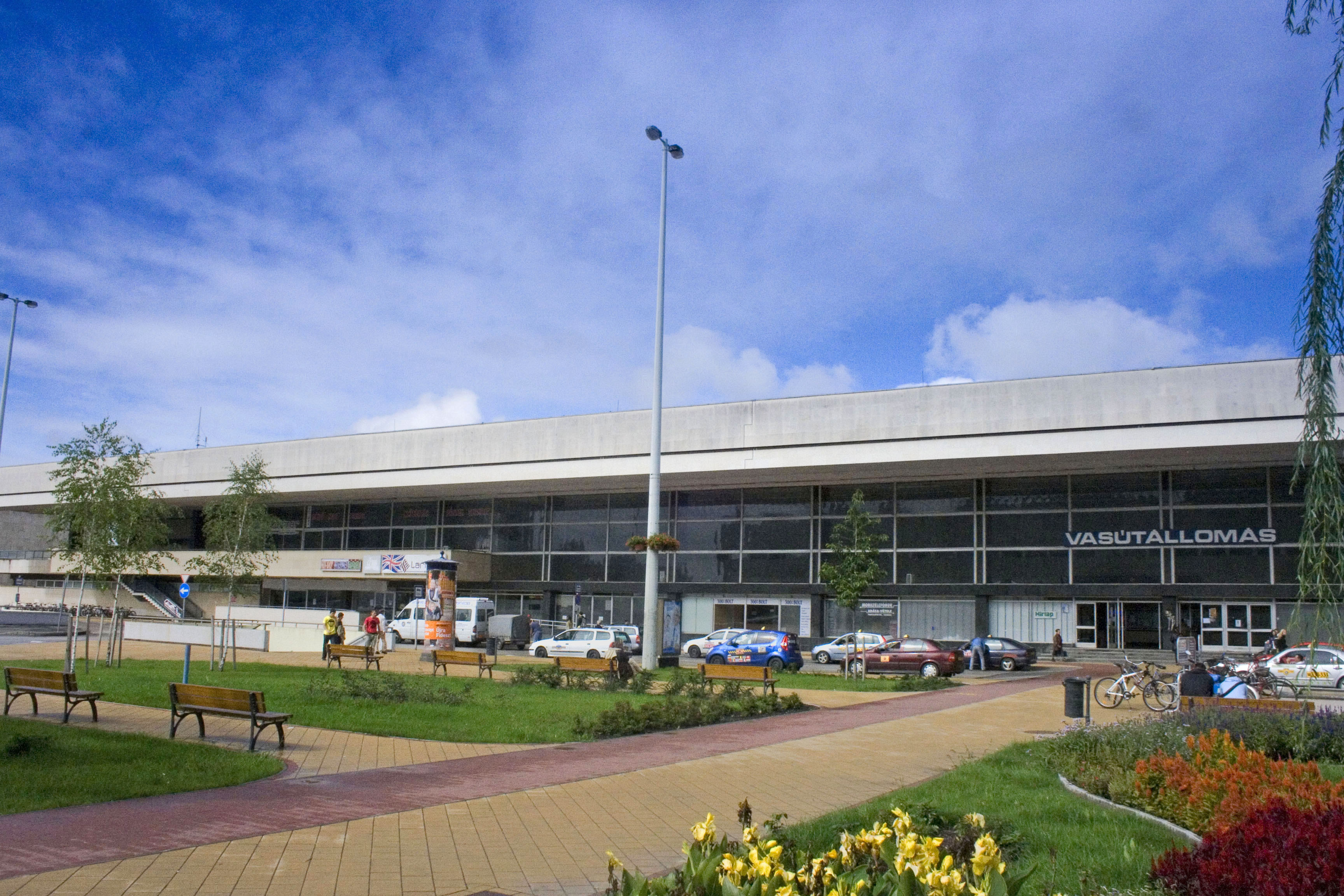
Hlavní nádraží

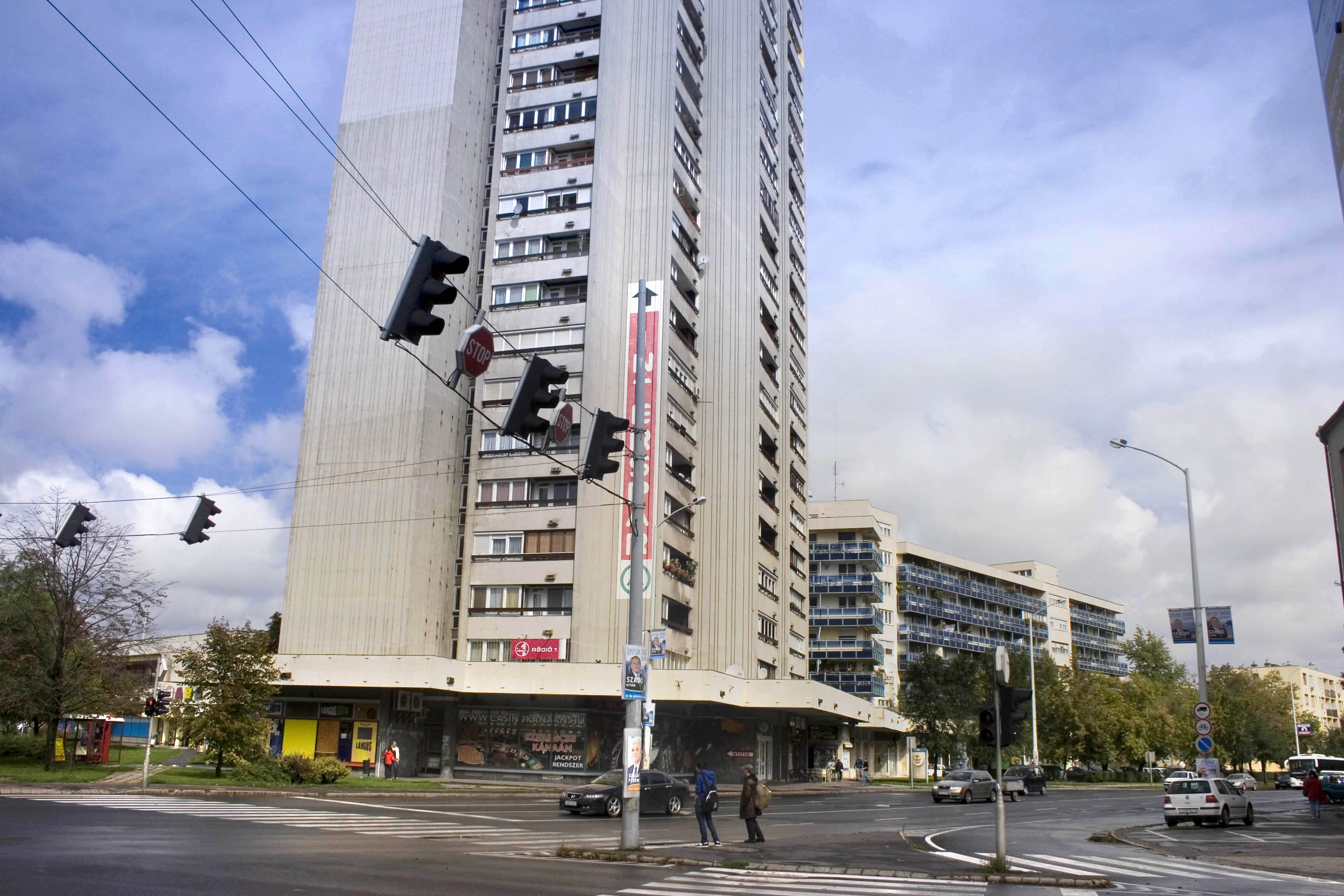
Panelové domy

V Szolnoku se nachází Muzeum maďarského letectví (maďarsky Repülőmúzeum), umístěné v prostoru bývalého nákladového nádraží a Muzeum Jovana Damjaniće (maďarsky Damjanich János Múzeum). Dále zde stojí také Muzeum piva a galerie, která je umístěna v budově bývalé synagogy. 
Největší kulturní institucí je Kulturní centrum Aby Nováka, pojmenované po známém maďarském malíři. Muzeum pod širým nebem, které se nachází poblíž řeky, bylo založeno již v druhé polovině 19. století.
Na druhém břehu řeky od centra města se také nachází rekreační oblast se zmíněnými termálními lázněmi, parkem Tiszaliget a fotbalovým stadionem. Četné parky se nachází ale i na staroměstském břehu Tisy, a to blíže k ústí řeky Zagyvy. 
Mezi místní kostely patří např. barokní kostel Nejsvětější trojice (maďarsky Szentháromság templom), který byl v roce 2022 kompletně obnoven. V centru města stojí ještě reformovaný a evangelický kostel. Kromě nápadné radniční budovy je pozoruhodný také historický župní dům (maďarsky Megyeháza), který stojí na třídě Kossutha Lajose č. 2. 
Symboly města jsou budova novoklasicistní radnice a most přes řeku Tisu (maďarsky Tiszavirág híd).

## Ekonomika
Město se silným zemědělským zázemím bylo industrializováno po druhé světové válce. Průmyslová zóna se nachází na jihozápadním okraji města. V Szolnoku také stojí rozsáhlý areál opravny vagonů MÁV.

## Doprava
Město je významným dopravním uzlem z hlediska železniční dopravy. Na místním hlavním nádraží se kříží řada železničních tratí, včetně celostátně významných směrů (např. železniční trať Budapešť – Cegléd – Szolnok). Budova nádraží je současně již historicky čtvrtá a postavena byla po druhé světové válce. Dokončena byla v roce 1975.
Ze severní strany obchází Szolnok dálnice M4, směřující do Debrecína. Dříve tudy procházela silnice celostátního významu č. 4, která byla později nicméně přeložena na obchvat vedený jižně od středu Szolnoku. Dálnice je v provozu tudy od roku 2022.
Veřejnou dopravu od roku 1921 zajišťují autobusy. Historicky byla zvažována i trolejbusová síť, nicméně toto nebylo realizováno.
V roce 2011 zde byl otevřen most Tiszavirág, který je určen pro pěší.
Jihovýchodně od města se nachází vrtulníková základna maďarského letectva.

## Školství
V Szolnoku se učí a studuje celkem 13 000 žáků a studentů. Sídlí zde např. Univerzita obchodu a ekonomiky a dále Institut pro studium leteckých důstojníků. Dále se zde nachází 13 základních škol a šest gymnázií.

## Sport
Většina sportovních zařízení se nachází na břehu řeky Tisy na ostrově Tiszaliget. Město je známé díky fotbalovým týmům Szolnoki Légierő SK a Szolnoki MÁV FC a prvoligovému basketbalovému manšaftu. Místní tým ve vodním pólu je rovněž proslavený v celém Maďarsku.

## Partnerská města
- Baia Mare, Rumunsko
- Bílsko-Bělá, Polsko
- Eastwood, Spojené království
- Forlì, Itálie
- Portsmouth, New Hampshire, USA
- Rakvere, Estonsko
- Riihimäki, Finsko
- Reutlingen, Německo
- Šoham, Izrael
- Juza, Japonsko
- Kikinda, Srbsko

## Známé osobnosti
- Ferenc Anisits (* 1938), inženýr
- Peter Bedekovics (* 1989), pastor a předseda maďarské skautské asociace
- Csaba Horváth (1930–2004), chemik
- Zoltán Jeney (1943–2019), skladatel
- Gina Kanizsa (nar. 1988), jazzový zpěvák
- Hedvig Karakasová (* 1990), judistka
- Katalin Karikóová (* 1955), biochemička, nositelka Nobelovy ceny
- Ferenc Molnár (* 1982), zpěvák
- Arpád Račko (1930–2015), slovenský sochař
- Gábor Szabó, architekt
- Gizella Tary (1884–1960), olympijská šermířka
- Miklós Világhy (1916–1980), právník
- Sándor Szűcs (1921–1951), fotbalista
- Márton Szipál (1924–2016), fotograf
- Tivadar Kanizsa (1933–1975), hráč vodního póla
- Pál Nagy (* 1935), šermíř
- Imre Szekeres (* 1950), politik
- István Tóth (* 1951), zápasník
- Erzsébet Németh (* 1957), hráčka badmintonu
- József Bozsó (* 1960), hráč badmintonu
- Emőke Szilassy (* 1961), hráč badmintonu
- Tibor Fogarasi (* 1969), šachista
- Tamás Varga (* 1975), hráč vodního póla
- Zoltán Kővágó (* 1979), diskař
- Dániel Tőzsér (* 1985), fotbalista
- Hedvig Karakasová (* 1990), judistka
- Ágnes Bukta (* 1993), tenistka
- Szofi Özbas (* 2001), judista
- Bertalan Farkas, kosmonaut programu Interkosmos
- Zoltán Adamik (1928–1992), atlet a trenér